# Sunayna Kuruvilla
Sunayna Kuruvilla, née le 22 mai 1999 à Cochin, est une joueuse professionnelle de squash représentant l'Inde. Elle atteint en février 2020 la 67e place mondiale sur le circuit international, son meilleur classement.

## Biographie
Elle découvre le squash à l'âge de neuf ans par l'intermédiaire de sa cousine, la joueuse professionnelle Dipika Pallikal. Elle s'affirme rapidement et devient deux fois consécutivement championne nationale des moins de 19 ans.
En octobre 2019, elle se qualifie pour les championnats du monde et s'incline au premier tour face à Nele Gilis.

## Palmarès

### Finales
- Championnats d'Inde : 2019
- Jeux asiatiques par équipes : 2018